# متولد شده برای مسابقه:مسیر سریع
متولد شده برای مسابقه:مسیر سریع (به انگلیسی: born to race:fast track) یک فیلم در ژانر اکشن، هیجانی ساخت کشور آمریکا در سال ۲۰۱۴ است، به مدت ۹۴ می‌باشد.

## داستان
دنی کروگر رانندهٔ ۲۰ سالهٔ مسابقات اتومبیل‌رانی درگ است که با قواعدی که به آن پایبند است مسابقه می‌دهد بعد از برنده شدن در مسابقات Fast Lane Racing Academy خود را در مقابل رانندهٔ جوانی می‌یابد که بسیار سرسخت است.